# オットー・シェンク
オットー・シェンク (Otto Schenk、1930年6月12日 - 2025年1月9日）は、オーストリアの俳優、演劇およびオペラの演出家である。

## 人生とキャリア
カトリックの両親の元に生まれる。父親は弁護士であったがユダヤ系であったため、1938年のドイツによるオーストリア併合が原因で失職した。シェンクは、マックス・ラインハルト・ゼミナールで演技を学んだ後、ヨーゼフシュタット劇場及びウィーンのフォルクス劇場で俳優として、ウィーンのカバレット・ジンプルでコメディアンとしてのキャリアを開始する。演出家としての仕事を始めたのは1953年、小さなウィーンの劇場であった。そこでの活動を足掛かりに、ブルク劇場、ミュンヘン室内劇場、ザルツブルク音楽祭といった著名な劇場で、ウィリアム・シェイクスピア、アルトゥル・シュニッツラー、エデン・フォン・ホルヴァート、アントン・チェーホフの演劇の舞台を手がけるようになる。
1957年、ザルツブルク州立劇場のモーツァルト作『魔笛』で、シェンクは初めてオペラの演出を行う。オペラ演出家としての飛躍のきっかけになったのが、1962年のアン・デア・ウィーン劇場におけるアルバン・ベルク作『ルル』であった。このプロダクションは、後にウィーン国立歌劇場へと場所を移して上演されることになる。シェンクのウィーン国立歌劇場デビューは1964年のレオシュ・ヤナーチェク作『イェヌーファ』であった。 数シーズンにわたり、同歌劇場で常任演出家を務める一方で、シェンクはフリーランスの俳優・コメディアン、演出家として、オーストリア及びドイツの劇場、歌劇場、テレビ用のプロダクションで活躍する。1965年には、オーストリアのテレビ局に起用され、監督としてスターキャストとともにヴェルディの『オテロ』のスタジオ作品の制作に携わった。1970年代から1980年代には、シェンクはスカラ座、コヴェント・ガーデンのロイヤル・オペラ・ハウスのほか、ドイツのベルリン国立歌劇場、バイエルン国立歌劇場、ハンブルク州立歌劇場等のドイツの歌劇場と契約し、モーツァルト、ガエターノ・ドニゼッティ、ジュゼッペ・ヴェルディ、アントニン・ドヴォルザーク、ジャコモ・プッチーニ、リヒャルト・シュトラウス、リヒャルト・ワーグナー、エルンスト・クルシェネク、フリードリヒ・チェルハといった作曲家らの作品の舞台演出を手がけた。先鋭的な読み替え演出が主流を占めつつあるドイツ圏では保守的にすぎるとの批判を受けることもあったが、『こうもり』や『ばらの騎士』のようにオーソドキシーが生きる演目では高い評価を受け続けた。
アメリカでは、メトロポリタン・オペラにおける、豪華で伝統的かつリアリスティックな舞台で特に知られている。シェンクのプロダクションのうち最も特筆すべきは、リヒャルト・ワーグナーによるオペラ、『ニーベルングの指輪』4部作で、伝統を重んじるワーグナーのオペラファンから、真のワーグナーのヴィジョンを反映したプロダクションであるとして喝采を受けた。このメトのプロダクションは2009年に終了した。シェンクのメトロポリタン・オペラデビューはプッチーニの『トスカ』、2006年の最後のプロダクションとして、ドニゼッティ作『ドン・パスクワーレ』を手がけ、アンナ・ネトレプコが出演した。
シェンクは、30作を超える映画作品に登場している（主としてドイツ映画）。1973年には、アルトゥル・シュニッツラーの戯曲に基づき、映画『輪舞』の監督を務めた（ヘルムート・バーガー、 シドニー・ローム、 センタ・バーガー出演）。2013年現在ウィーンの室内劇場で、リリー・ブレット作『Chuzpe』を舞台化した作品で主演を務めている。
2025年1月9日の朝、イル湖の自宅で死去。94歳没。

## 監督・演出したオペラ作品（抜粋）
- 魔笛（1957年）：ザルツブルク州立劇場、オペラ演出家デビュー作
- ルル（1962年）：ウィーン国立歌劇場、カール・ベーム指揮
- オテロ（1965年）：ウィーン少年合唱団出演、アルジェオ・クアドーリ指揮、オーストリア放送協会製作
- カルメン（1966年）：ウィーン国立歌劇場、ロリン・マゼール指揮、クリスタ・ルードヴィヒ（カルメン）
- ドン・ジョヴァンニ（1967年6月15日）：ウィーン国立歌劇場、ルチアーノ・ダミアーニ美術、ヨーゼフ・クリップス指揮、チェーザレ・シエピ（ドン・ジョヴァンニ）、エーリヒ・クンツ（レポレッロ）[5]
- ばらの騎士（1968年）：ウィーン国立歌劇場、レナード・バーンスタイン指揮
- フィデリオ（1970年）：ウィーン国立歌劇場、レナード・バーンスタイン指揮
- こうもり（1972年）：バイエルン国立歌劇場、ミュンヘン
- フィガロの結婚（1974年）：スカラ座、クラウディオ・アバド指揮、ミレッラ・フレーニ（伯爵夫人）、ジョゼ・ヴァン・ダム（フィガロ）、テレサ・ベルガンサ（ケルビーノ）
- 仮面舞踏会（1975年）：ロイヤル・オペラ・ハウス、クラウディオ・アバド指揮、プラシド・ドミンゴ、カーティア・リッチャレッリ、レリ・グリスト、ピエロ・カプッチルリ出演
- タンホイザー（1978年）：メトロポリタン・オペラ。現在も上演中。
- アンドレア・シェニエ（1981年）：ウィーン国立歌劇場、ネルロ・サンティ指揮、プラシド・ドミンゴ（タイトルロール）
- バール（1981年、世界初演）：ザルツブルク音楽祭（後にウィーン国立歌劇場での上演）
- 魔弾の射手（1983年）：ブレゲンツ音楽祭
- ニーベルングの指輪（1986年）：メトロポリタン・オペラ、ジェームズ・レヴァイン指揮、2009年5月に終了[6]
- マノン・レスコー（1986年）：ウィーン国立歌劇場、ジュゼッペ・シノーポリ指揮、ミレッラ・フレーニ（マノン）
- 魔笛（1988年）：ウィーン国立歌劇場、ニコラウス・アーノンクール指揮、ジェリー・ハドリー（タミーノ）、ルチアーナ・セッラ（夜の女王）Luciana Serra
- リゴレット（1989年）：メトロポリタン・オペラ、マルチェロ・パンニ指揮、レオ・ヌッチ（タイトルロール）、ルチアーノ・パヴァロッティ（公爵）、ジューン・アンダーソン（ジルダ）[7]
- パルジファル（1991年）：メトロポリタン・オペラ、ジェームズ・レヴァイン指揮、プラシド・ドミンゴ（タイトルロール）
- エレクトラ（1992年）：メトロポリタン・オペラ、デボラ・ヴォイト（英語版）（クリュソテミス）、現在も使用中[8]
- ニュルンベルクのマイスタージンガー（1993年）：メトロポリタン・オペラ、ジェームズ・レヴァイン指揮[9]。現在も使用中
- ルサルカ（1987年）：ウィーン国立歌劇場、ガブリエラ・ベニャチコヴァー（英語版）（ルサルカ）、ヴァーツラフ・ノイマン指揮。現在もメトロポリタン・オペラで使用中
- ドン・パスクワーレ（2006年3月31日）：メトロポリタン・オペラ、マウリツィオ・ベニーニ指揮（ジェームズ・レヴァインの怪我による代役）、アンナ・ネトレプコ（ノリーナ）、ファン・ディエゴ・フローレス（エルネスト）

メトロポリタン・オペラでは、ニュルンベルクのマイスタージンガー、タンホイザー、エレクトラといった作品でシェンクのプロダクションを使用している。ウィーン国立歌劇場のフィデリオ、ばらの騎士、メトロポリタン・オペラのパルジファル、ニュルンベルクのマイスタージンガー、タンホイザー、ニーベルングの指輪など、シェンクによる演出作品はその多くがDVDで視聴可能である。シェンクは、2010年10月、ネトレプコが出演する『ドン・パスクワーレ』のリバイバル上演のためメトロポリタン・オペラに復帰した。また、2010年12月には、ウィーン国立歌劇場でばらの騎士のリバイバル上演を行った（アッシャー・フィッシュ指揮、エイドリアン・ピエツォンカ出演）。

## 映画作品
- 輪舞 (1973年の映画)（ドイツ語版） (1973年)(マックス・オフュルスが監督した1950年の映画『輪舞』（La Ronde）のリメイク。シュニッツラーの戯曲に基づく)
- アラベラ（1977年）